# Pavla Fučíková
Pavla Fučíková (* 1967) je česká soudní exekutorka z Exekutorského úřadu v Ostravě. Od roku 2015 do roku 2018 zastávala také úřad prezidentky Exekutorské komory České republiky.

## Život
V roce 1991 absolvovala Právnickou fakultu Masarykovy univerzity, posléze vykonávala krátce advokátní praxi. Jejím manželem je Miroslav Fučík, jenž působí na jejím Exekutorském úřadě v Ostravě.[zdroj?]

### Kontroverze

#### Požadavek na navýšení platů exekutorů
V roce 2017 také vyjádřila znepokojení nad výší platů exekutorů, přičemž poznamenala, že by měli pobírati stejně jako manažeři ČEZu. Plat exekutora ve výši 120–150 000 Kč měsíčně v hrubém byl dle ní nedostačující.

#### Prezidentka EK ČR a její střet zájmů
Prezidentka Exekutorské komory ČR je dle pořadu Reportéři ČT dcerou pravomocně odsouzeného nemajetného podvodníka Pavla Chalupy, jehož dluhy dosahovaly k roku 2016 dvacetimilionové výše.
Dále daný televizní pořad upozornil také na střet zájmů, spočívající v exekutorských dražbě ostravského bytu v městské části Poruba, zprostředkované jejím manželem, v níž jako kupující vystupuje právě ona sama. Okresní soud v Ostravě na ni kvůli tomuto střetu z roku 2015 podal v roce 2017 kárnou žalobu. Ve stejném roce u ní provádělo mimořádnou dvoudenní kontrolu kvůli tomuto střetu i ministerstvo spravedlnosti, poté co obdržela výtku od ministra Roberta Pelikána. Na konci roku 2017 ji Zdeněk Kühn, předseda kárného senátu Nejvyššího správního soudu (NSS ČR), potrestal uložením pokuty ve výši 50 000 Kč za vazby nad rámec zákona se společností Hicra reality, ve které mají manželé Fučíkovi podíl.